# Prati
Prati est l'un des 22 rioni de Rome. Il est désigné dans la nomenclature administrative par le code R.XXII. Il forme également une « zone urbanistique » désigné par le code 17.a, qui compte en 2010 : 20 538 habitants.

## Histoire
Jusqu'à la fin du XIXe siècle, il y avait en cet endroit une vaste étendue de prairies naturelles, de champs, mais aussi de marécages répartis surtout sur les flancs du Monte Mario. Les quelques habitations qui s'y trouvaient étaient des fermes, le reste de la contrée étant complètement désert. À partir des années 1870, ces prairies (Prati en italien) situées en dehors du mur d'Aurélien firent l'objet de travaux d'urbanisation (déjà imaginés en partie sous le gouvernement pontifical). La zone fut également utilisée pour les exercices militaires.
Sous le long gouvernement de Giovanni Giolitti (de 1903 à 1921), et avec l'administration communale de Rome, présidée par le maire Ernesto Nathan de 1907 à 1914, eurent lieu des interventions administratives et urbanistiques significatives destinées à résoudre les problèmes liés au développement exceptionnel de Rome. Nathan favorisa une croissance des quartieri, unités urbaines auto-suffisantes, séparées entre elles par des zones vertes.
Cependant, le 20 août 1921, Prati devint le dernier rione à se constituer. Comme Borgo qui se situe également sur la rive droite du Tibre, Prati ne fait d'ailleurs pas partie du Municipio I qui regroupe tous les autres rioni de la capitale. Ils sont d'ailleurs tous les deux inclus dans le Municipio XVII et sont les deux rioni qui jouxtent l'est de la cité du Vatican.
|  |  |

## Monuments

### Églises
- Église Valdese
- Église San Gioacchino in Prati
- Église Sacro Cuore del Suffragio
- Église Santa Maria del Rosario in Prati
- Église Beata Vergine Maria del Carmine
- Église San Giovanni Battista in Prati

### Autres
- Le Palais de justice dit le Palazzaccio
- Le Teatro Adriano
- La Piazza Cavour
- La Piazza del Risorgimento
- La Piazza Cola di Rienzo
- La Place des Quirites
- La Piazza della Libertà - Prati
- La Piazza dell'Unità
- La Villa Vitale